# Greg Sutton
Pour les articles homonymes, voir Sutton.
Greg Sutton, né le 19 avril 1977 à Hamilton en Ontario, est un joueur international canadien de soccer, devenu entraineur qui officie depuis 2013 à la tête de l'équipe de l'Université Concordia de Montréal.
En tant que joueur, il évoluait au poste de gardien de but.

## Biographie
Après avoir joué pour l'Université de St.Lawrence, Sutton commence sa carrière professionnelle en 1999 avec le Fire de Chicago, une équipe de la Major League Soccer (MLS). La saison suivante, il passe au Metrostars de New York, mais est prêté aux Riverhawks de Cincinnati pour l'ensemble de la saison.
À partir de 2001 il a rejoint l'Impact de Montréal, équipe avec laquelle il établit plusieurs records chez les gardiens de buts.
Il revient en MLS en 2007 avec le Toronto FC, un club d'expansion, avant de passer à New York en 2010.
Le 16 juillet 2011, le Red Bull New York prête le gardien ontarien à l'ancien club de Sutton, l'Impact de Montréal, alors que le club joue en NASL. Il est confirmé avec l'Impact l'année suivante en Major League Soccer.
Au début de novembre 2012, il annonce sa retraite sportive. Le 8 janvier 2013, il est nommé au poste d'entraineur des Stingers de Concordia.